# Roque de Soberanis y Centeno
Roque Cibo de Sopranis (o Soberanis) y Centeno-Ordóñez (27 de junio de 1665, Cádiz, Reino de Sevilla - 25 de septiembre de 1699, Mérida, Yucatán), fue un militar y político español recordado por su desempeño como gobernador y capitán general de Yucatán en el virreinato de la Nueva España (actual México).

## Biografía

### Origen
Nacido en Cádiz y bautizado en su iglesia catedral el 27 de junio de 1655 en el seno de una familia perteneciente a la aristocracia hispano-genovesa del puerto gaditano. Fue hijo de Jácome Cibo de Sopranis y Boquín de Bocanegra, poseedor del mayorazgo de Sopranis, regidor perpetuo y sargento mayor de las milicias de Cádiz, familiar del Santo Oficio de la Inquisición (hermano de la condesa de Jimera de Líbar), y de Luisa Centeno-Ordónez y Hurtado de Mendoza, hija del almirante Roque Centeno-Ordóñez, general de la Flota de Indias, y hermana de José Centeno-Ordóñez, asimismo general de la citada flota. Su hermana Ana casó con su primo hermano Rafael Fantoni y Cibo de Sopranis, caballero de la Orden de Alcántara, y su hermana Isabel Clara con José Domingo Colarte y Lila, caballero de la Orden de Calatrava (hijo de los marqueses del Pedroso).

### Carrera
Recibió el hábito de la Orden militar de Santiago por Real Cédula emitida el 3 de julio de 1691.
Fue nombrado gobernador y capitán general de Yucatán por primera vez en 1693. Su controvertida gestión se distinguió por un fuerte posicionamiento a favor de la población maya en oposición abierta a los encomenderos españoles. Entre sus primeras medidas se encontró la reducción de las medidas de maíz y otros alimentos con las que tributaban los lugareños, afectando a los ingresos de las encomiendas, incluyendo las encomiendas eclesiásticas, por lo que fue incluso excomulgado por el propio obispo de Yucatán. Convocado ante la Real Audiencia de México, fue finalmente absuelto en 1695 y volvió a posesionarse de su cargo en 1696, desempeñándolo hasta su muerte, ocurrida en Mérida el 25 de septiembre de 1699, a causa de fiebre amarilla.